# Jacob Johan Anckarström
Jacob Johan Anckarström, né à Roslagen le 11 mai 1762 et mort à Stockholm le 27 avril 1792, est un militaire suédois, assassin du roi Gustave III.

## Biographie
Il avait été éduqué dans les gardes du corps et était retiré du service depuis quelques années lorsqu'il entra, avec plusieurs nobles mécontents, dans une conspiration contre le roi Gustave III de Suède.
Il se chargea de porter le coup mortel, et, s'étant introduit le 16 mars 1792 dans un bal masqué à l'Opéra royal de Stockholm auquel assistait le roi, il tira sur lui un coup de pistolet au moment où le comte de Horn, son complice, lui désignait la victime, en lui adressant ces mots en français : « Bonsoir, beau masque ». Le roi, touché, s'écria en français  « Ah ! Je suis blessé, tirez-moi d'ici et arrêtez-le ». Le roi fut emporté et les portes de l'Opéra scellées. Anckarström fut arrêté le lendemain matin, et avoua immédiatement le meurtre, tout en niant la conspiration jusqu'à ce qu'il fut informé que Horn, également arrêté, l'avait avouée.
Mis en jugement, Ankarström fut décapité après avoir eu la main coupée le 27 avril 1792.
La famille Anckarström changea de nom pour Löwenström et fit de grandes donations à des œuvres hospitalières en gage d'apaisement, ce qui contribua à créer l'hôpital Löwenström (Löwenströmska sjukhuset). 
Cet épisode inspira Verdi pour son opéra Un bal masqué.